# Viehoperla ada
Viehoperla ada är en bäcksländeart som först beskrevs av James George Needham och L.W. Smith 1916.  Viehoperla ada ingår i släktet Viehoperla och familjen Peltoperlidae. Inga underarter finns listade i Catalogue of Life.